# 曹燁
曹燁（？—1649年），字尔章，號石帆，河南開封府祥符县籍，直隸徽州府歙縣人，明朝、南明政治人物。

## 生平
曹燁是天啟七年（1627年）河南乡试舉人，到崇禎四年（1631年）成辛未科進士，都察院观政，授山西宁晋县知县，七年考察后，補任潍县知县。八年升户部福建司主事，管草场。十年贬为上林苑蕃育署丞，十一年升工部屯田司主事，十二年任四川副主考官，升虞衡司员外郎，管理寶源局，升任四川夔州府知府。歷任梧州知府、蒼梧參政和廣西按察使。靖江王朱亨嘉作亂，他首先跟隨；到朱亨嘉死去，他竟然並未獲罪，很快以僉都御史擔任廣西巡撫，駐在梧州，督練狼兵。永曆帝即位，曹燁參與擁戴。
李成棟帶領清朝軍隊逼近肇慶，蒼梧知縣萬思夔造了一隻大木龜，令人在路上牽著它說：「投降者就像它。」到李成棟靠近梧洲，曹燁等曾中舉者抬著棺木、脫去上衣、牽著羊隻迎接，說：「我不知道天命，不早點為閣下效力，令閣下生氣來到這小地方，是我的罪。若罪行不能赦免，就俘虜我到軍中服務，使得我可改過自新，是閣下的恩惠。」李成棟笑著釋放他，萬思夔就在木龜上寫上「曹燁」二字，放在堂上後逃去。
後來他隨著李成棟反正，歷任光祿卿、戶部右侍郎，兵部左侍郎，永曆二年（1648年）晉兵部尚書。當時江、楚、閩、蜀有十多個軍鎮，兵力達數百萬，各地紳士、義民不停奏報起兵。曹燁奉行詔令，給予印章，匆忙無法細心看完；但他才能低下，關於戰場功戰，駕馭封爵，部署兵馬，都處理得一塌糊塗。職方郎中唐元楫、員外郎包宣和他同時投降李成棟，也是貪心無恥的人；行政各部互相遮瞞，震驚科臣卻猶豫不決。各方的奏使推門叫嚷，欺壓無道，他只能愧受。南雄失陷，永曆帝命他監督東粵軍隊，援助肇慶；肇慶再次失陷，他逃走時死去。

## 引用
1. ↑  《崇祯四年辛未科三百五十名进士履历》：曹烨，石帆，易五房，庚戌九月十六日生。祥符籍歙县人，丁卯七十六，会一百四十六，三甲一百八十七名。都察院政，授寧晉知县，甲戌考察，補潍县，乙亥升户部福建司主事，管草场，丁丑降上林苑蕃育署丞，戊寅升工部屯田司主事，己卯四川付主考，己卯升虞衡司员外，管宝源局，升四川夔州知府。曾祖金，兵部侍郎、丁未。祖鈣，监生。父守紀。
2. 1 2  錢海岳《南明史·卷五十七·列傳第三十三》：曹燁，字石帆，歙縣人。崇禎四年進士。歷梧州知府、蒼梧參政、廣西按察使。靖江王亨嘉亂，燁首聽命。亨嘉死，燁竟免於罪。旋以僉都御史巡撫廣西，駐梧州，督練狼兵。昭宗即位，與擁戴。
3. ↑  道光《歙縣志·卷七·選舉志》：天啓七年丁卯鄉試……曹曄【燁】 杭阜頭人，河南榜，辛未進士，兵備副使
4. ↑  《宁晋县志》：曹烨，祥符籍徽州府人，進士，五年授试拔范給諫士髦，有特識。时承平久，公留心防御，流寇突至城下，率衆力守，城賴以全。邑村东有巨盗号呼王學生，拒捕毒人，公计擒之，一境肃然。
5. ↑  錢海岳《南明史·卷五十七·列傳第三十三》：李成棟以清兵逼肇慶，蒼梧知縣萬思夔作一大木龜，令牽之號於路曰：「降者視此。」及成棟兵薄梧洲，燁故以春秋獲雋者也，因輿櫬肉袒牽羊以迎曰：「燁不知天命，不早事君，使君懷怒，以及下邑，燁之罪也。若罪不赦，俘諸軍惟命，使得自新，君之惠也。」成棟笑而釋之。思夔乃書「曹燁」二字於木龜，置諸堂遁去。
6. ↑  錢海岳《南明史·卷二十四·表第十》永曆二年戊子條：曹燁 三月任（兵部尚書）。
7. ↑  錢海岳《南明史·卷五十七·列傳第三十三》：後燁隨成棟反正，遷光祿卿，擢戶部右侍郎，調兵部左，己晉尚書。時江、楚、閩、蜀大鎮數十，擁兵殆數百萬，四方紳士、義民起兵奏報者接踵。奉行詔旨，給予劄印，日匆匆不暇給。燁才猥下，凡疆場戰守機宜，駕馭爵賞，部署兵馬，皆昏昏弗能理。職方郎中唐元楫、員外郎包宣嘗與燁同降，尤貪鄙無恥。堂司互相蓋覆，兼懾科參，持兩端。四方奏使排闔叫號，凌轢無紀，燁愧受而已。南雄陷，命督東粵諸軍，協守肇慶。肇慶再陷，走死。